# Christian Ernst (Brandenburg-Bayreuth)

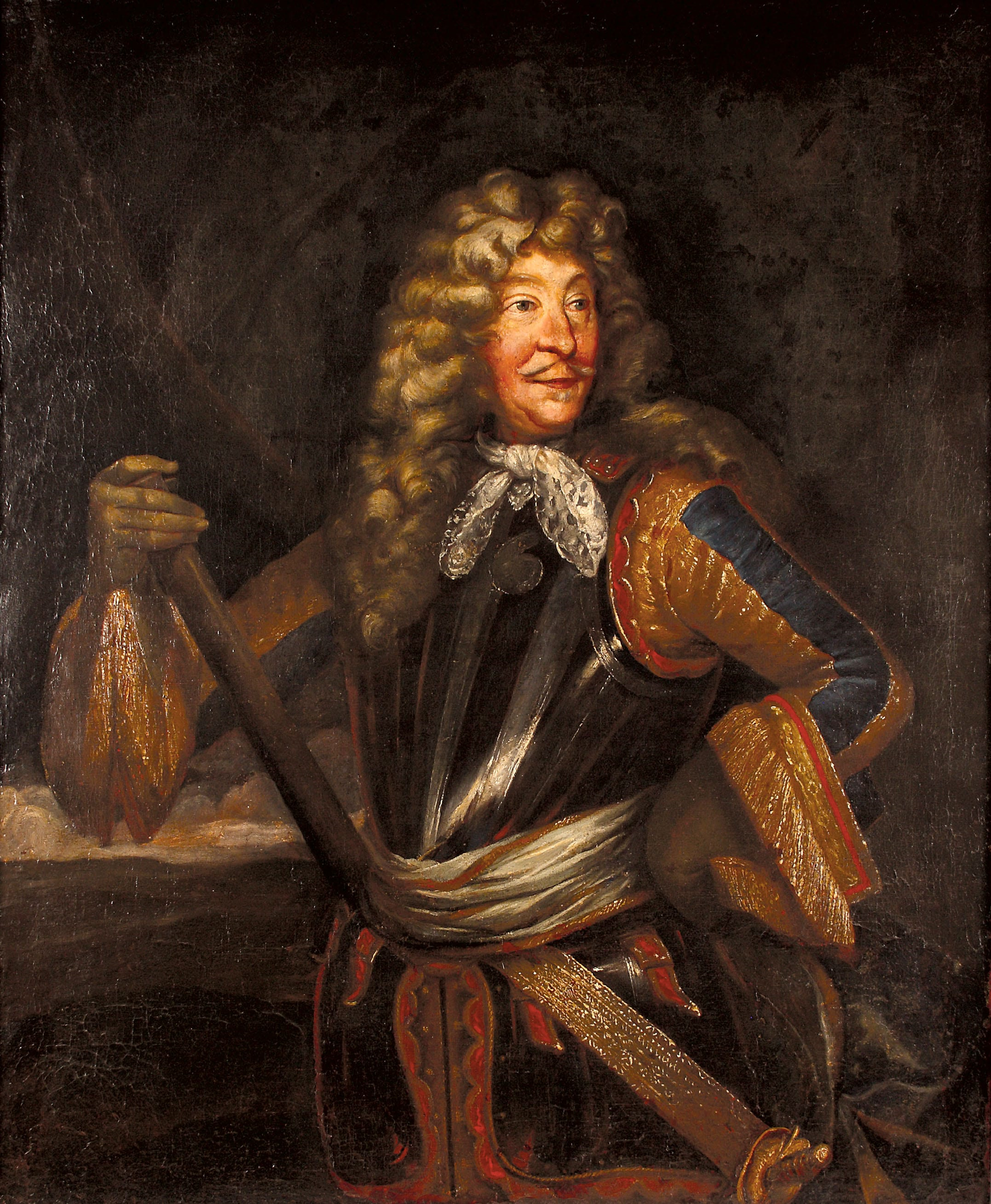
Markgraf Christian Ernst von Brandenburg-Bayreuth, um 1705

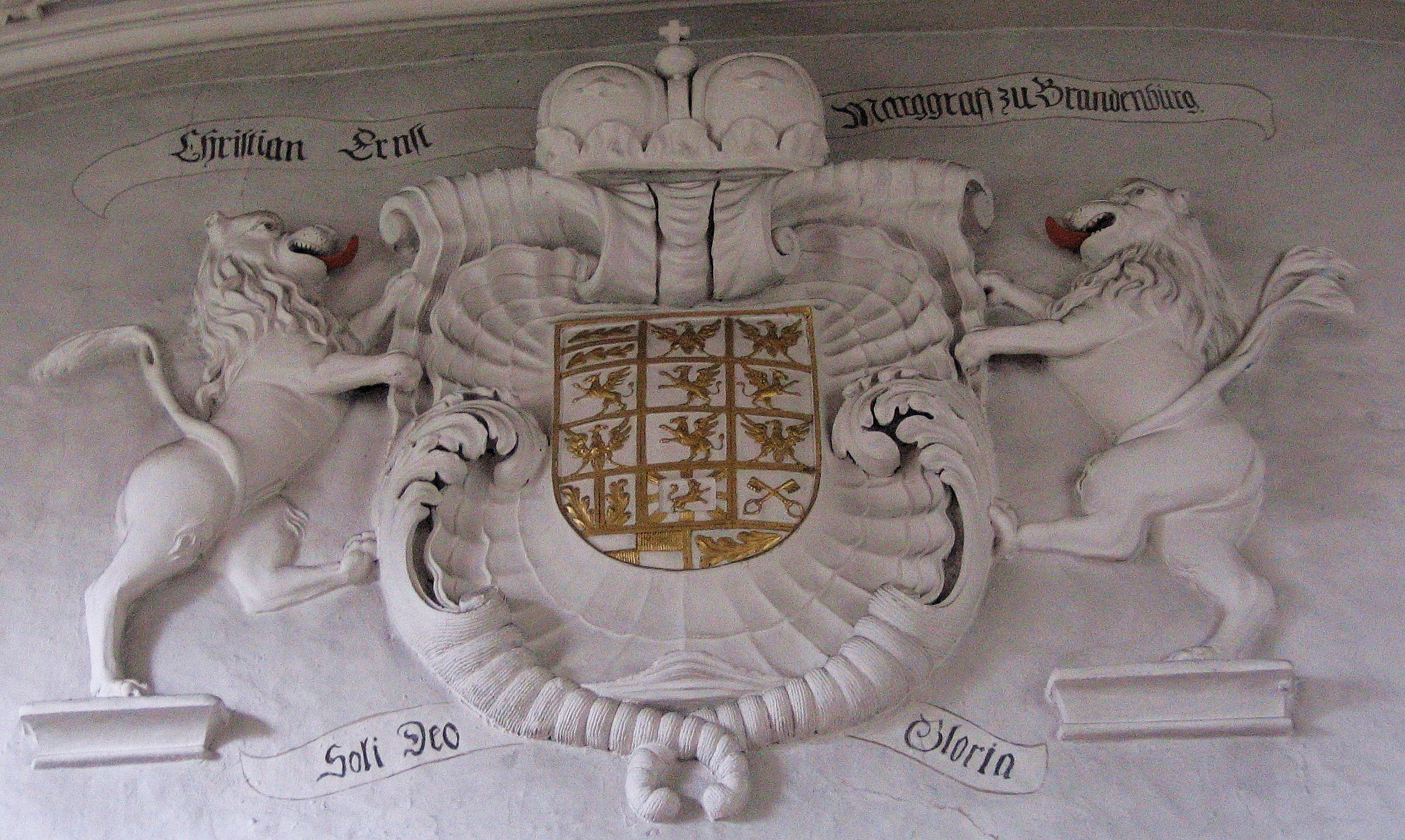
Kartusche des Markgrafen Christian Ernst in der St. Jakobuskirche zu Creußen

Christian Ernst von Brandenburg-Bayreuth (* 27. Juli 1644 in Bayreuth; † 10. Mai 1712 in Erlangen) war ein deutscher Militärführer und von 1655 bis zu seinem Tod Markgraf des fränkischen Fürstentums Bayreuth.

## Leben

### Herkunft und Familie
Christian Ernst stammte aus dem Hause Hohenzollern. Er war ein Sohn des Erdmann August und Enkel des Bayreuther Markgrafen Christian. Weil Erdmann August seinen Vater nicht überlebte, folgte Christian Ernst 1655 als Erbe nach. Er stand unter der Regentschaft von Kurfürst Friedrich Wilhelm zu Brandenburg und Markgraf Georg Albrecht dem Älteren. Von 1657 an studierte er zwei Jahre an der Universität Straßburg. Anschließend begab er sich auf eine Kavalierstour durch Italien, die Niederlande und Frankreich, wo er 1660 an der Vermählung von Ludwig XIV. mit Maria Teresia von Spanien teilnahm. Am 25. September 1661 übernahm er von seinem Vormund die Regierung des Bayreuther Landes.

### Militärische Karriere im Reich

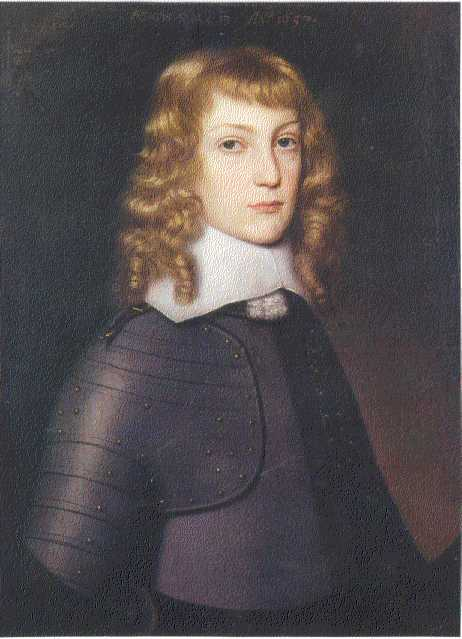
Porträt von Christian Ernst von Brandenburg-Bayreuth als junger Mann

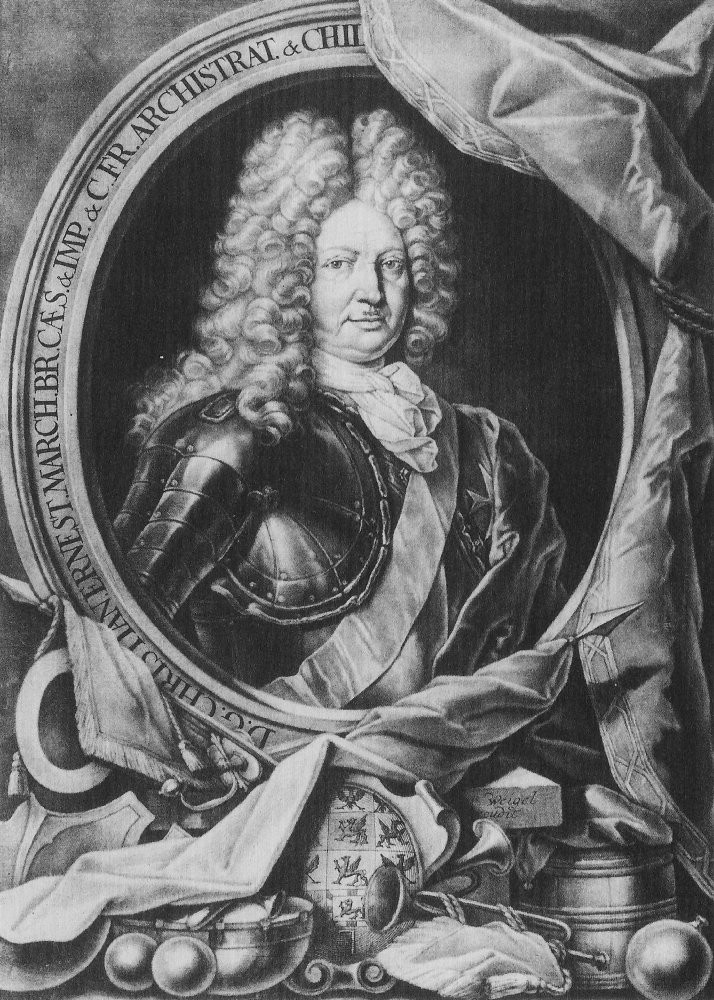
Porträt des Markgrafen, Schabkunstblatt (um 1710) von Christoph Weigel

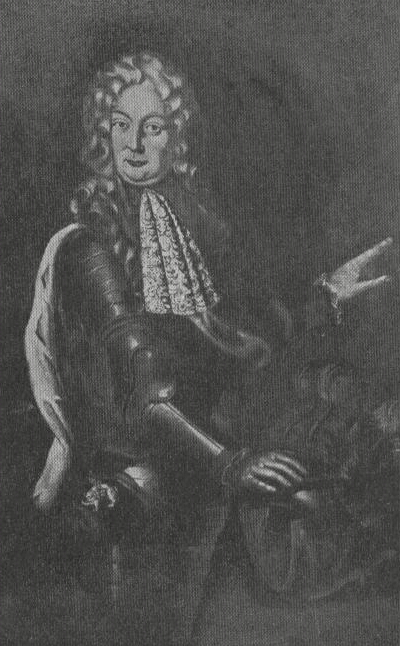
Weiteres Porträt des Markgrafen

Der Markgraf war ein Anhänger des Kaisers Leopold I., den er bei Kriegszügen unterstützte, so im Holländischen Krieg, in Lothringen und bei der Befreiung Wiens von den Türken. Er verfolgte konsequent eine militärische Karriere, deren Ausgangspunkt am 12. Februar 1664 die Wahl zum Kreisobristen des Fränkischen Reichskreises war. Christian Ernst war auch Chef des Fränkischen Kreis-Kürassierregiments. Im Anschluss daran, ab 1668, begann die Aufrüstung und Erschließung seiner eigenen Herrschaft als militärische Hilfsquelle, die das Markgraftum Brandenburg-Bayreuth schon bald an die Grenzen der Belastbarkeit führte. Bereits 1672 kam es zur ersten Finanzkrise.
Im Jahr 1673 führte er die fränkischen Kreistruppen in den Krieg gegen Frankreich. Mit ihnen schloss er sich dem kaiserlichen Heer unter Montecuculi an, beteiligte sich an der Vertreibung Turennes aus dem Maingebiet.
Persönlichen Mut soll er in der Belagerung von Bonn (1673), bei der eine feindliche Kanonenkugel zwei Kanoniere an seiner Seite tötete, im Treffen bei Schlettstadt und in der Schlacht bei Goldscheuer (1675) gezeigt haben. Auf den Antrag des Kaisers ernannte ihn der Reichstag (Februar 1674) zum Generalwachtmeister.
Nachdem seine Kreistruppen als Garnisonstruppen in die pfälzischen Festungen verteilt worden waren, warb der Markgraf für den Kaiser selbst ein Regiment zu Pferde und nahm an dessen Spitze während der folgenden vier Kriegsjahre bis 1678 in vielen Operationen namentlich dem Treffen bei Goldscheuer 1. August 1675 und bei der Belagerung und Eroberung von Philippsburg im Sommer 1676 teil.
Durch seine militärischen Ambitionen war Christian Ernst der einzige Markgraf von Bayreuth, der reichspolitisch größere Bedeutung erlangt hat. Nach der Unterstützung des Kaisers im Holländischen Krieg wurde er von diesem am 27. März 1676 zum Generalfeldmarschallleutnant ernannt. Während der Krankheit des Markgrafen Friedrich von Baden übertrug ihm der Kaiser das Kommando der gesamten Reichsarmee.
Bei der Befreiung Wiens von den Türken 1683 war er Teilnehmer der Entsatzarmee. Er brachte zahlreiche Trophäen mit, die noch bis ins 19. Jahrhundert in der Stadtkirche zu Bayreuth ausgestellt waren. Zur Verkündung seines Ruhmes ließ er sich auf einem Reiterbrunnen in Bayreuth und einem Reiterstandbild in Erlangen in einer absolutistischen Verherrlichung als Bezwinger der Türken darstellen.
1691 wurde er zum kaiserlichen Generalfeldmarschall ernannt und 1692 übernahm er den Oberbefehl über die Verbände der Reichsarmee am Oberrhein, doch gab er das Kommando bald an Ludwig Wilhelm von Baden ab. Im Jahr 1701 gründete er das Dragoner-Regiment Brandenburg-Bayreuth. 1704 besiegten Bayreuther Truppen bei Waldeck zwei Regimenter bayerischer Landmiliz und zwangen so Stadt und Festung Waldeck zur Übergabe, die  auf Kaiser Josephs Befehls geschleift wurde.
Während des Spanischen Erbfolgekrieges errang er noch einige Siege, bis es nach dem Tod von Ludwig Wilhelm am 22. Mai 1707 zu seiner verhängnisvollen Entscheidung kam. Christian Ernst verlor die Übersicht über das Geschehen vor Ort und schloss sich dem Urteil eines untergeordneten Generals an, der vor den Verbänden Ludwigs XIV. zurückwich und die Stollhofener Linie gegenüber dem Marschall Villars preisgab.
Das Reichsheer unter Markgraf Christian Ernst von Brandenburg-Bayreuth zog sich daraufhin unnötig weit bis Aalen und Ellwangen zurück.
Dadurch wurde die Front weit geöffnet, und französischen Truppen wurde der Einmarsch nach Schwaben und Plünderzüge bis weit nach Bayern hinein ermöglicht. Er gab damit die Pfalz, Hessen-Darmstadt, den Fränkischen sowie große Teile des Schwäbischen Reichskreises preis; Ulm konnte gerade noch gehalten werden, Schorndorf wurde übergeben. Villars Kavallerie nutzte dies so weit wie möglich zu Plünderungen und Kontributionserhebungen: Die Beute in Franken und Schwaben wurde auf 9 Millionen Gulden geschätzt, der angerichtete Schaden war weit höher. Christian Ernst ging im Juli wieder gegen Villars vor und überschritt Mitte des Monats mit Verstärkungen bei Philippsburg und bei Rheinhausen den Rhein. Im September übernahm Kurfürst Herzog Georg Ludwig von Braunschweig-Lüneburg den Befehl über das Reichsheer und drängte Villars vollständig hinter den Rhein zurück. Der schwerwiegende Fehler bei Stollhofen beendete Christian Ernsts militärische Karriere.

### Förderer von Kunst und Bildung
Neben seiner militärischen Karriere war er auch Befürworter und Förderer der Kunst. Als Nachfolger der Bayreuther Lateinschule stiftete er 1664 ein Gymnasium, das noch seinen Namen trägt, das Gymnasium Christian-Ernestinum. In Erlangen gründete er eine Ritterakademie, die Grundlage für die Landesuniversität Erlangen.
Christian Ernst zentralisierte die Landesbehörden in der neuen Residenz in Bayreuth. Wo sich vorher die Pferdeställe befanden, erbaute er 1672 die Schlosskirche. Mit eigener Hand legte er 1666 den Grundstein zum nördlichen Turm der Stadtkirche Heilig Dreifaltigkeit, die seit dem Brande von 1621 in Ruinen gelegen war. 1697 bis 1702 wurde das Alte Schloss in Bayreuth im italienischen Stil nach Plänen von Charles Philippe Dieussart (1625–1696) umgebaut. Christian Ernst ließ das Schloss vom Bamberger Architekten Leonhard Dientzenhofer (1660–1707) um den Schlosshof erweitern, mit einem weiteren Nord- und einen Westflügel. Im großen Saal des Schlosses ließ Christian Ernst eine Theaterbühne einbauen, auf der deutsche und italienische Opern sowie Komödien von Molière aufgeführt wurden.
1686 ließ er in Erlangen eine Neustadt für die von Ludwig XIV. vertriebenen Hugenotten anlegen, zu denen bald auch Flüchtlinge aus der im Pfälzischen Erbfolgekrieg zerstörten Pfalz kamen. In Erlangen erwarb er 1703 das noch unfertige Stadtschloss seines Sohnes, das er fertigstellen ließ, um es als „Elisabethenburg“ seiner dritten Gemahlin Elisabeth Sophie, der die zugewiesene Residenz im Neuen Schloss in Neustadt an der Aisch nicht zusagte, zu schenken.
Der bekannte Barockdichter Sigmund von Birken hat Christian Ernst mit dem 1668 erschienenen Hochfürstlich Brandenburgischen Ulysses ein literarisches Denkmal gesetzt.
Christian Ernst war zudem der erste deutsche Fürst, der in seinem Land den Kartoffelbau einführen wollte.

### Jagdleidenschaft
Der Markgraf war ein Liebhaber von Pferden und Hunden. Von Letzteren besaß er 85. Er begann das ehemalige Kloster Himmelkron in ein Jagdschloss umzubauen, dazu zählte auch die Anlage der Baille-Maille-Lindenallee und der Umbau der Marienkirche im einsetzenden Markgrafenstil.
Seine Ambitionen als Jäger zeigte er etwa 1664 bei der Sauhatz, 1665 bei einem dreiwöchigen Aufenthalt zur Hirschfeiste und 1668 bei einer Dachs- und Sauhatz im Schlosshof in Neustadt an der Aisch, wo er bei einem fünftägigen Aufenthalt 1662 die Erbhuldigung und Stadtschlüssel erhalten hatte. Der leidenschaftliche Jäger ließ Tierparks  anlegen und weitere Jagdschlösser errichten, so Schloss Thiergarten, Schloss Birken und Schloss Unternschreez bei Haag.

### Finanzielle Überforderung des Fürstentums
Zur Belastung wurden die militärischen Ambitionen des Markgrafen. Sie überstiegen bei weitem die finanziellen Ressourcen seines Landes, aber auch seine eigenen Fähigkeiten. Auf Grund des Reichstagsabschieds von 1654, der ausdrücklich ein separates Besteuerungsrecht des Landesherrn für Bedürfnisse der stehenden Armee vorsieht, besteuerte Markgraf Christian Ernst bereits im ersten Jahr seiner Regentschaft 1662 erstmals auch die Vogtländische Ritterschaft, die bisher wie die Reichsritterschaft nur gegenüber dem Reich und dem Reichskreis (dejure nur freiwillige) Abgaben entrichtet hatte (subsidium caritativum).
Da er einen großen Hofstaat und eine große Dienerschaft unterhielt und auch öfters große Reisen unternahm und zu Hause an der Jagd und Bauen große Vergnügungen fand, traten besonders in den letzten Jahren seiner Regierung große Lücken im Staatshaushalt ein, und obschon seine Gemahlin Sophie Luise ihre Juwelen an Aaron Abrahams Beer in Frankfurt versetzte, die erst nach ihrem Tod vom Markgrafen ausgelöst wurden, fand sich bei seinem Tod eine große Schuldenlast von über 200.000 Gulden vor.
Er legte seinen Untertanen keine außerordentlichen Steuern auf, sondern war vielmehr für das Aufkommen derselben  sehr besorgt und sucht auch durch den Aufkauf von Rittergütern das Land zu bereichern, so das Gut Schnabelwaid, dies allerdings auf Kredit. Trotzdem war der Markgraf gezwungen, heimgefallene Rittergüter zu verkaufen, wie das frühere Rittergut des Hans Wilhelm von Streitberg für 5000 Reichstaler an Marquard Sebastian Schenk von Stauffenberg. Seinem Hofmarschall Johann Wilhelm von Erffa musste er wegen Besoldungsrückständen 1686 das Schloss Birken verkaufen. In seiner Not griff Christian Ernst auf die Künste des Goldmachers Krohnemann zurück. Die von Krohnemann hergestellten Münzen, die sogenannten Krohnemann-Taler, erfreuten sich trotz schwerwiegender Umstände schon im 18. Jahrhundert großer Beliebtheit.
Der Graf von Giech nutzte die Geldnot des Markgrafen und erwarb im Rezess von 1699 für 26.000 Gulden die lang umstrittene hohe und fraischliche Obrigkeit, sowie Cent und Blutbann für die Herrschaft Thurnau als Reichsafterlehen.

### Ehe und Nachkommen

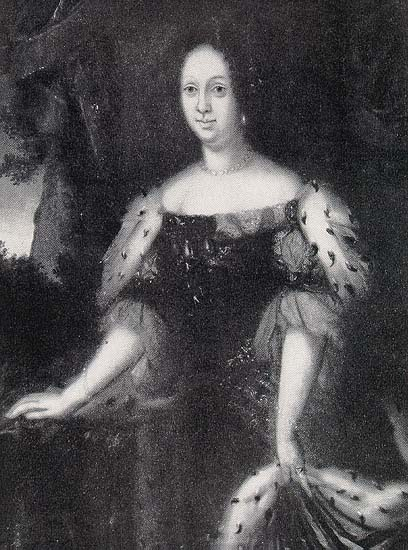
Prinzessin Erdmuthe Sophie von Sachsen
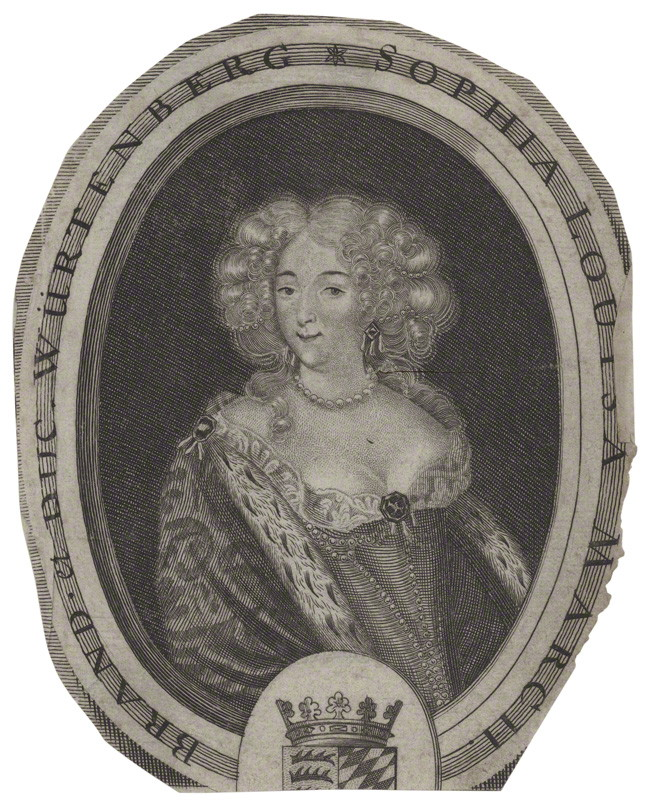
Sophie Louise von Württemberg
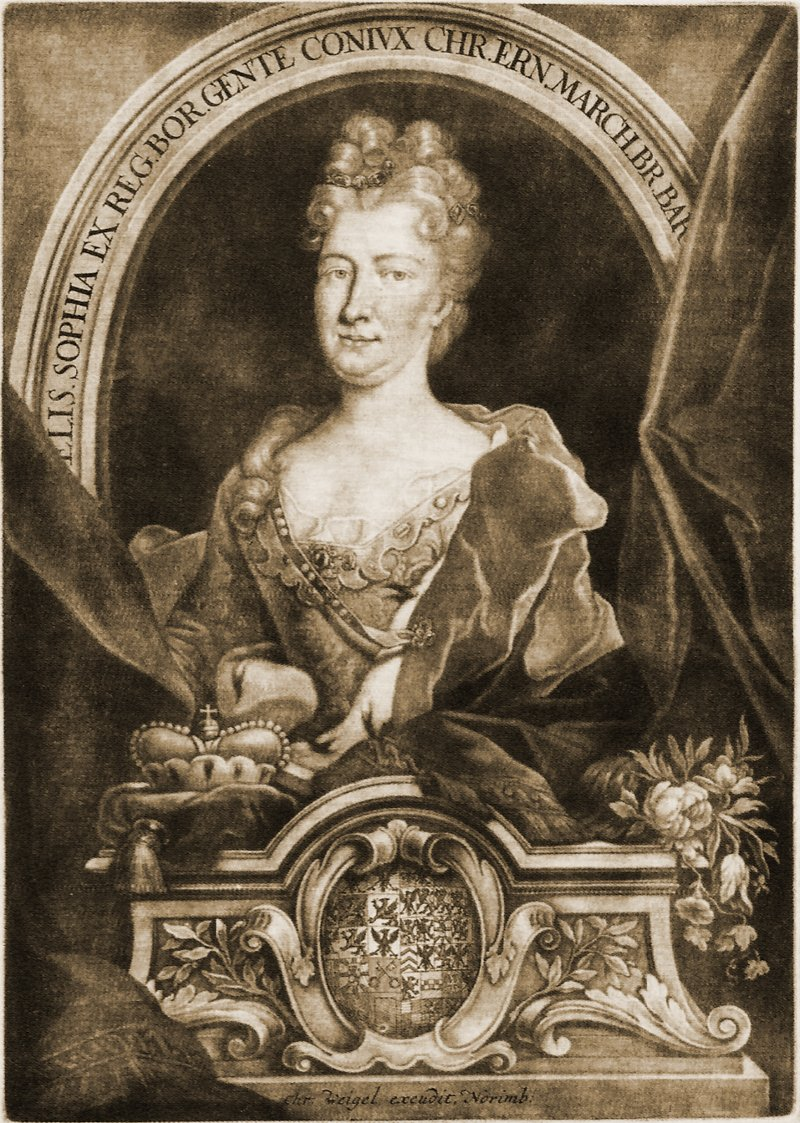
Elisabeth Sophie von Brandenburg

Seine erste Ehe schloss er am 29. Oktober 1662 in Dresden mit seiner Cousine Erdmuthe Sophie von Sachsen, Tochter des sächsischen Kurfürsten Johann Georg II. Erdmuthe Sophie starb an einer Erkrankung nach dem Besuch der Leipziger Ostermesse kinderlos 1670.
Acht Monate nach ihrem Tod heiratete er ein zweites Mal am 8. Februar 1671 zu Stuttgart Sophie Luise von Württemberg, Tochter des württembergischen Herzogs Eberhard III. Sie starb 1702 und ist in Bayreuth in der fürstlichen Gruft beigesetzt. Gemäß Döllner wurde sie 1702 in der 1812 entfernten und 1820 oder 1821 zugeschütteten Fürstengruft vor dem Hochaltar in der Stadtkirche von Neustadt an der Aisch beigesetzt. Sie gebar sechs Kinder:
- Christiane Eberhardine (1671–1727) ⚭ August II. von Polen und Sachsen
- Eleonore Magdalene (* 24. Januar 1673 in Bayreuth; † 13. Dezember 1711 in Ettlingen) ⚭ Hermann Friedrich von Hohenzollern-Hechingen
- Claudia Eleonore Sophie (* 4. Juli 1675 in Bayreuth; † 11. Februar 1676 ebenda)
- Charlotte Emilie (* 4. Juni 1677 in Bayreuth; † 15. Februar 1678 ebenda)
- Georg Wilhelm (1678–1726), Markgraf von Brandenburg-Bayreuth
- Karl Ludwig (* 21. November 1679 in Bayreuth; † 7. April 1680 ebenda)

Fünf Monate nach ihrem Tod heiratete er ein drittes Mal am 30. März 1703 in Potsdam Elisabeth Sophie, Tochter des brandenburgischen Kurfürsten Friedrich Wilhelm. Diese Ehe war ebenfalls kinderlos.
Der Lebensstil des Markgrafen und der beiden letzten Ehefrauen als auch die Geschenke an sie verschärften die finanzielle Situation des Markgraftums erheblich.

### Grabstätte
Die Grabstätte befindet sich in der Fürstengruft der Stadtkirche von Bayreuth.

### Ehrung

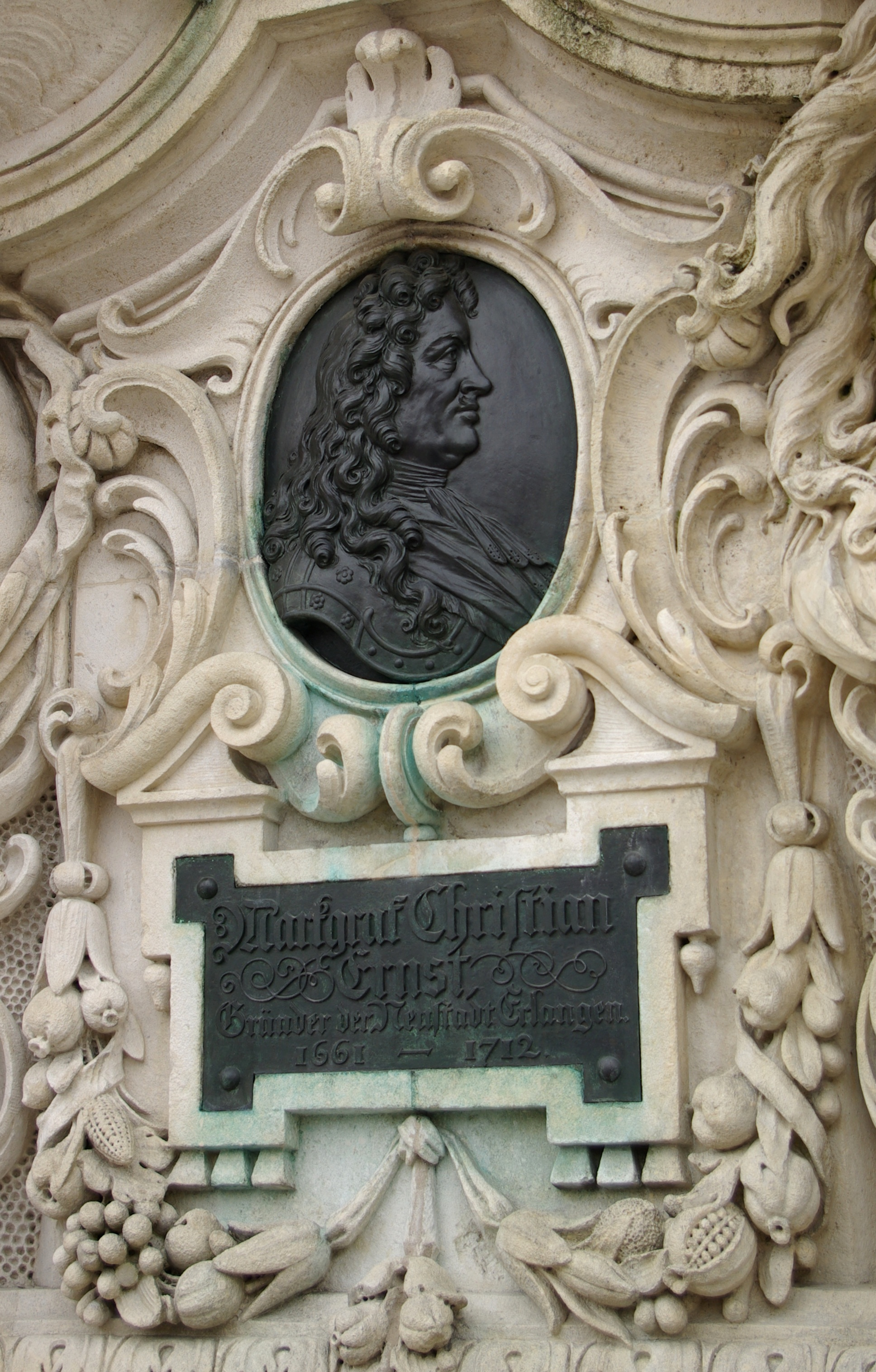
Reliefporträt am Paulibrunnen in Erlangen, 2011

Bereits zu Lebzeiten wurde ihm 1705 der Markgrafenbrunnen in Bayreuth gewidmet.

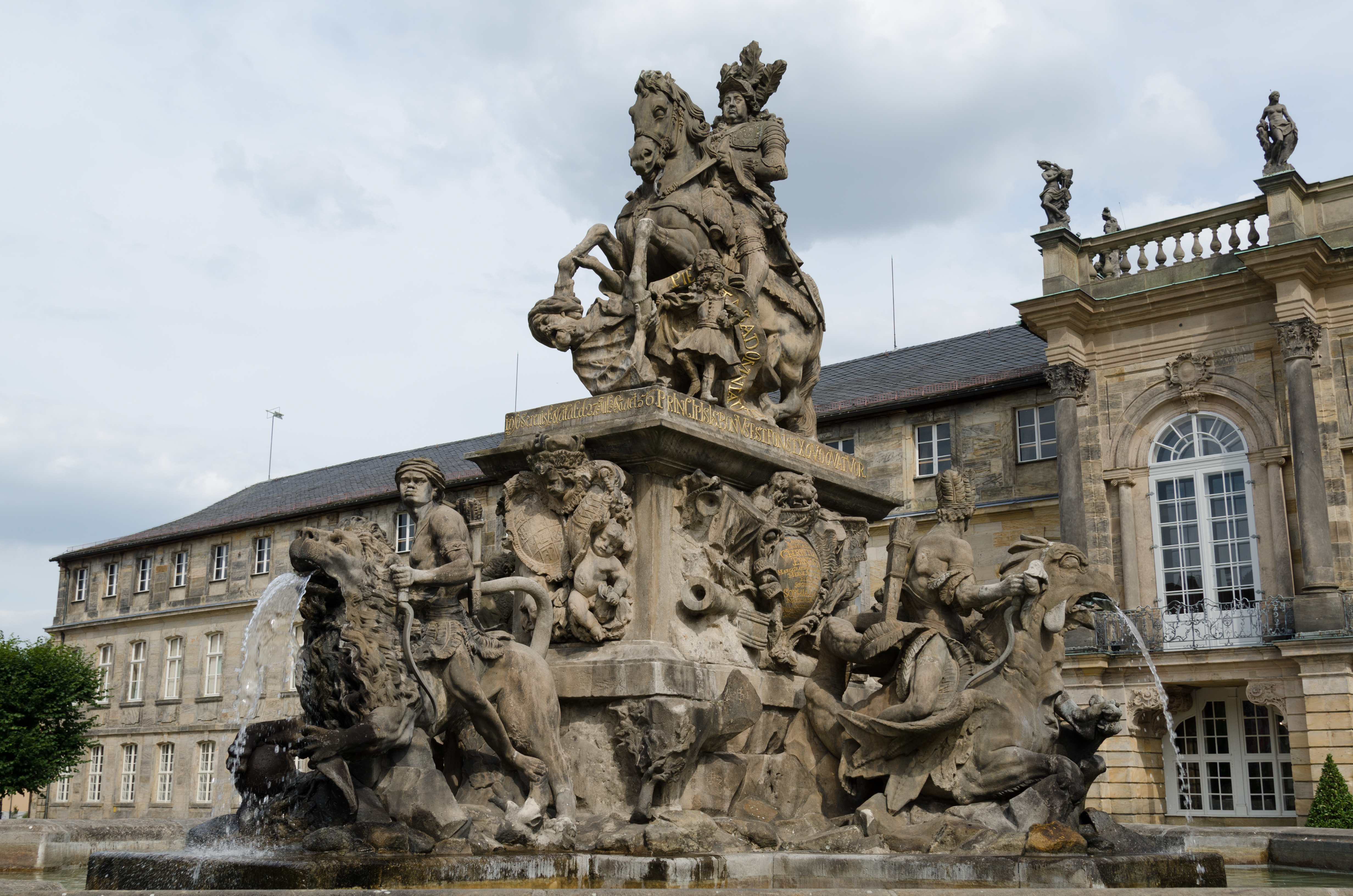
Bayreuth, Neues Schloß, Markgrafenbrunnen

An dem am 8. September 1889 eingeweihten Paulibrunnen auf dem Schloß- und Marktplatz in Erlangen befindet sich unter anderem ein Relief mit einem Porträt des Markgrafen Christian Ernst. Darunter trägt eine Plakette die Aufschrift: „Markgraf Christian Ernst, Gründer der Neustadt Erlangen. 1661–1712.“
Seit 1952 tragen das humanistische (heute humanistisch-sprachlich-naturwissenschaftlich-technologische) Gymnasium Christian-Ernestinum in Bayreuth, Nachfolgeinstitut des von Christian Ernst 1664 gegründeten gymnasium illustre, und seit 1965 das musische Christian-Ernst-Gymnasium in Erlangen den Namen des Markgrafen.